# 1984年夏季奥林匹克运动会西萨摩亚代表团
1984年夏季奥林匹克运动会西萨摩亚代表团是西萨摩亚派出的1984年夏季奥林匹克运动会代表团。